# Emmanuel Chukwudi Eze
Emmanuel Chukwudi Eze (18 gennaio 1963 – 30 dicembre 2007) è stato un filosofo nigeriano. Ha lavorato prevalentemente negli Stati Uniti d'America.
Esperto in filosofia postcoloniale, il suo lavoro comprende una serie di scritti storici sulla filosofia postcoloniale in Africa, Europa e nelle Americhe. Le influenze sul suo lavoro includono Paulin Hountondji, Richard Rorty, David Hume ed Immanuel Kant.
Professore di filosofia alla DePaul University a Chicago, ha redatto la rivista Philosophia Africana fondata nel 2001 che si occupa di "analysis of philosophy and issues in Africa and the Black Diaspora". Nel 2002 la rivista ha ricevuto il titolo di "Migliore nuova rivista" dal Council of Editors of Learned Journals.

## Opere
- On Reason: Rationality in a World of Cultural Conflict and Racism (2008) ISBN 978-0-8223-4195-6
- Race and the Enlightenment: A Reader (1997), ISBN 0-631-20137-8.
- Postcolonial African Philosophy. A critical reader Oxford: Blackwell, 1997. ISBN 0-631-20340-0
- Achieving our Humanity: The Idea of the Postracial Future (2001), ISBN 0-415-92941-5.
- African Philosophy: An Anthology, ISBN 0-631-20338-9.
- Pensamiento Africano (I): Ética y política, ISBN 84-7290-155-6.
- Pensamiento Africano (II): Filosofía, ISBN 84-7290-189-0.
- Pensamieto Africano (III): Cultura y Sociada, ISBN 84-7290-282-X.